# Cozia - Buila - Vânturarița
Cozia - Buila - Vânturarița este o arie protejată (arie de protecție specială avifaunistică — SPA) din România întinsă pe o suprafață de 21.736,9 ha, integral pe uscat.

## Localizare
Centrul sitului Cozia - Buila - Vânturarița este situat la coordonatele 45°19′30″N 24°17′56″E / 45.324944°N 24.299019°E. Situl se întinde pe teritoriile administrative ale orașelor Băile Olănești, Brezoi și Călimănești; și pe cele ale comunelor Bărbătești, Berislăvești, Muereasca, Perișani, Racovița și Sălătrucel din județul Vâlcea.

## Înființare
Situl Cozia - Buila - Vânturarița (ROSPA0025) a fost declarat arie de protecție specială avifaunistică în octombrie 2007 pentru a proteja 72 de specii de animale. Arealul se suprapune cu ariile protejate: Parcul Național Buila-Vânturarița, Parcul Național Cozia, Peștera Rac, Peștera Liliecilor, Peștera cu Perle, Peștera Valea Bistrița, Peștera Arnăuților, Peștera Clopot, Pădurea Călinești - Brezoi, Muntele Stogu și Pădurea Valea Cheii.

## Biodiversitate
Situată în ecoregiunile alpină și continentală, aria protejată nu include niciun habitat protejat.
La baza desemnării sitului se află mai multe specii protejate de  păsări (72): fluierar de munte (Actitis hypoleucos), minunița (Aegolius funereus), pescăruș albastru (Alcedo atthis), fâsă de luncă (Anthus pratensis), fâsă de pădure (Anthus trivialis), lăstunul mare (Apus apus), acvilă de munte (Aquila chrysaetos), acvilă țipătoare mică (Aquila pomarina), ciuf-de-pădure (Asio otus), cocoșul de mesteacăn (Bonasa bonasia), buha (Bubo bubo), șorecarul comun (Buteo buteo), șorecar încălțat (Buteo lagopus), cânepar (Carduelis cannabina), sticlete (Carduelis carduelis), scatiu (Carduelis spinus), florinte (Chloris chloris), botgros (Coccothraustes coccothraustes), porumbel de scorbură (Columba oenas), porumbel gulerat (Columba palumbus), cuc (Cuculus canorus), lăstun de casă (Delichon urbica), ciocănitoare cu spate alb (Dendrocopos leucotos), ciocănitoarea de stejar (Dendrocopos medius), ciocănitoare de grădină (Dendrocopos syriacus), ciocănitoare neagră (Dryocopus martius), presură de munte (Emberiza cia), măcăleandru (Erithacus rubecula), șoim călător (Falco peregrinus), muscar-gulerat (Ficedula albicollis), muscar negru (Ficedula hypoleuca), muscar (Ficedula parva), cinteză (Fringilla coelebs), Fringilla montifringilla, ciuvică (Glaucidium passerinum), rândunică (Hirundo rustica), forfecuță gălbuie (Loxia curvirostra), filomelă (Luscinia luscinia), privighetoare (Luscinia megarhynchos), mierlă de piatră (Monticola saxatilis), codobatură galbenă (Motacilla alba), codobatură de munte (Motacilla cinerea), muscar sur (Muscicapa striata), pietrar sur (Oenanthe oenanthe), potârniche (Perdix perdix), viespar (Pernis apivorus), codroș de munte (Phoenicurus ochruros), codroșul de pădure (Phoenicurus phoenicurus), pitulice de munte (Phylloscopus collybita), pitulice sfârâitoare (Phylloscopus sibilatrix), pitulice-fluierătoare (Phylloscopus trochilus), ciocănitoare de munte (Picoides tridactylus), ciocănitoare verzuie (Picus canus), brumăriță de pădure (Prunella modularis), mugurarul (Pyrrhula pyrrhula), aușel sprâncenat (Regulus ignicapilla), aușel cu cap galben (Regulus regulus), mărăcinar (Saxicola rubetra), mărăcinar negru (Saxicola torquatus), sitar de pădure (Scolopax rusticola), cănăraș (Serinus serinus), huhurezul mic (Strix uralensis), graur (Sturnus vulgaris), silvie cu cap negru (Sylvia atricapilla), silvie de câmp (Sylvia communis), silvie-mică (Sylvia curruca), Tachymarptis melba,  cocoș de munte (Tetrao urogallus), mierlă (Turdus merula), sturz-cântător (Turdus philomelos), sturz (Turdus pilaris), sturzul de vâsc (Turdus viscivorus).